# Gäsene landskommun
Gäsene landskommun var en tidigare kommun i dåvarande Älvsborgs län.

## Administrativ historik
Kommunen bildades som storkommun vid kommunreformen 1952 genom sammanläggning av de tidigare landskommunerna Alboga, Broddarp, Eriksberg, Grude, Hov, Hudene, Jällby, Källunga, Mjäldrunga, Molla, Norra Säm, Od, Skölvene, Södra Björke, Vesene och Öra. Namnet togs från Gäsene härad, där alla landskommunerna låg.
Landskommunen ombildades 1971 till enhetlig kommun och ägde bestånd fram till och med utgången av år 1973, varefter den lades samman med Herrljunga kommun.

### Kyrklig tillhörighet
I kyrkligt hänseende tillhörde kommunen församlingarna Alboga, Broddarp, Eriksberg, Grude, Hov, Hudene, Jällby, Källunga, Mjäldrunga, Molla, Norra Säm, Od, Skölvene, Södra Björke, Vesene och Öra.

## Geografi
Gäsene landskommun omfattade den 1 januari 1952 en areal av 416,65 km², varav 405,27 km² land.

### Tätorter i kommunen 1960
| Tätort            | Folkmängd |
| ----------------- | --------- |
| Ljung             | 465       |
| Annelund          | 361       |
| Fåglavik, del ava | 300       |

Tätortsgraden i kommunen var den 1 november 1960 20,8 procent.

## Politik

### Mandatfördelning i valen 1950-1970
| 7 | 13 | 9 | 11 |

| 39 |

| 8 | 2 | 11 | 7 | 12 |

| 38 |

| 7 | 13 | 7 | 13 |

| 38 |

| 8 | 14 | 7 | 11 |

| 38 |

| 8 | 14 | 7 | 11 |

| 37 |

| 8 | 17 | 6 | 10 |

| 36 |